# Kælk
En kælk er en lille slæde med en plade eller tremmeværk monteret på meder af metal eller træ til brug på sne eller is. Kælke bruges til transport, leg og sport.

## Leg
Kælke har traditionelt været brugt til leg om vinteren. Enkelte vintersportssteder har udlejning af kælke. En variant af kælk har monteret et rat til styring. I Bergen var det så udbredt at rende ned ad de bratte gader på en "krøbbe", (egentlig "krybbe", dvs. en kasseformet kælk) at det måtte forbydes. 29. december 1774 udstedte Christian 7. i København et reskript - tilskyndet af politimester Ole Brose i Bergen - hvor kongen nedlagde forbud mod den såkaldte "Krybbe-Renden der i Byen", karakteriseret som en lige gammel som farlig uskik. Reskriptet fastslog, at synderne "uden Skaansel af hvad Stand og Køn de ere" ville være hjemfaldne til en måneds tugthus eller en bøde til fordeling mellem anmelderen, politiets kasse og byens fattige, dertil sagsomkostninger. John Paulsen fortalte fra sin barndom i 1850'ernes Bergen, at betjentene kunne komme farende ud fra en smøge i enden af gaderne for at arrestere "krøbbe"-renderne. Betjentene fik nemlig en halv daler for hver "krøbbe", de indbragte på politistationen.

## Brug på ekspeditioner
Kælke blev benyttet på polarekspeditioner. Fridtjof Nansen og hans følge over Grønlands indlandsis i 1888 brugte kælke. Hver mand var tildelt en kælk på 100 kg, og de måtte i starten være 3 mand om at trække hver kælk op ad det bratte terræn. Nansen og Hjalmar Johansen, som forlod polarskibet Fram for at nå Nordpolen til fods i 1895, brugte kælke.

## Skikælk
Skikælk (på norsk en spark eller sparkstøtting, fordi man sparker den fremad, og stutt = kort, stumpet) er en kælk, hvor mederne er ski. Man kan medbringe en passager på sædet. Skikælke er kendt af omtale fra 1872, da sådanne blev observeret på elven ved Piteå i Norrland. Skikælke blev populære i Norge omkring 1920, og i 1983 blev der fremstillet omkring 70.000 sparker i landet. Udbredelsen af privatbiler har gjort sparkstøttinger mere overflødige, men de er populære til isfiske. Tidligere blev de benyttet til transport af varer, men også af småbørn og skadede.
I træfningen ved Minnesund i april 1940 blev sparkstøttinger anvendt til forflytning af norske tropper over den islagte Mjøsa.

## Sport
I kælkesport bruges kælke af typen rodel. Der ligges på ryggen med fødderne forrest når der køres på rodel. I sportsgrenen skeleton ligger udøverne på maven med hovedet forrest. Kælkehockey er en sport som først og fremmest udøves af funktionshæmmede. Det er en variant af ishockey, som udføres siddende på en kælk.